# 341 Каліфорнія
341 Каліфо́рнія (341 California) — астероїд головного поясу, відкритий 25 вересня 1892 року Максом Вольфом.